# Peu de rata estret
El peu de rata estret o peus de crist bord (Ramaria stricta) és una espècie de fong pertanyent a la família Gomphaceae.

## Etimologia
Derivat del llatí ramus (branca) i stricta (estreta, cenyida).

## Hàbitat
És lignícola i viu sobre residus vegetals d'arbres caducifolis (pollancres vers, castanyers, etc.), sovint sobre branquetes mig enterrades. És freqüent a la tardor.

## Distribució
Creix aïllada o en grups per tot Nord-amèrica (més comuna entre les muntanyes Rocoses i el Pacífic, com ara a l'estat de Washington i Califòrnia) i Europa (com ara, Xipre, la Gran Bretanya, Itàlia, els Països Baixos, Irlanda, Suïssa i les illes Anglonormandes). És una espècie comuna a Mallorca.

## Confusió amb altres espècies
Es podria confondre amb Ramaria formosa, tot i que aquesta és més grossa, molt menys ramificada, no té les branques paral·leles, el seu sabor no és amarg i no creix sobre fusta.

## Comestibilitat
És rebutjable des del punt de vista culinari pel gust amarg i desagradable de la seua carn.

## Galeria d'imatges

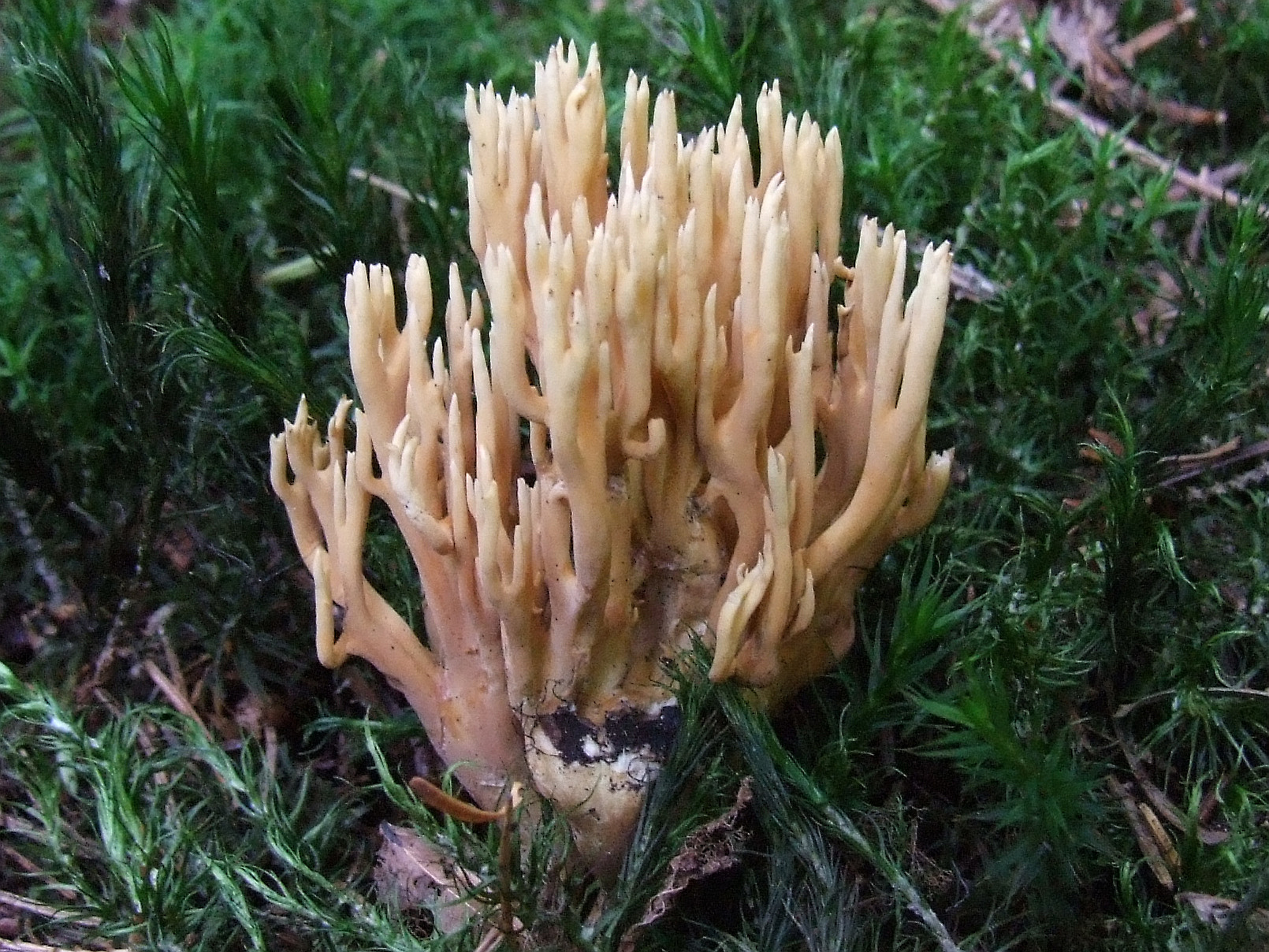
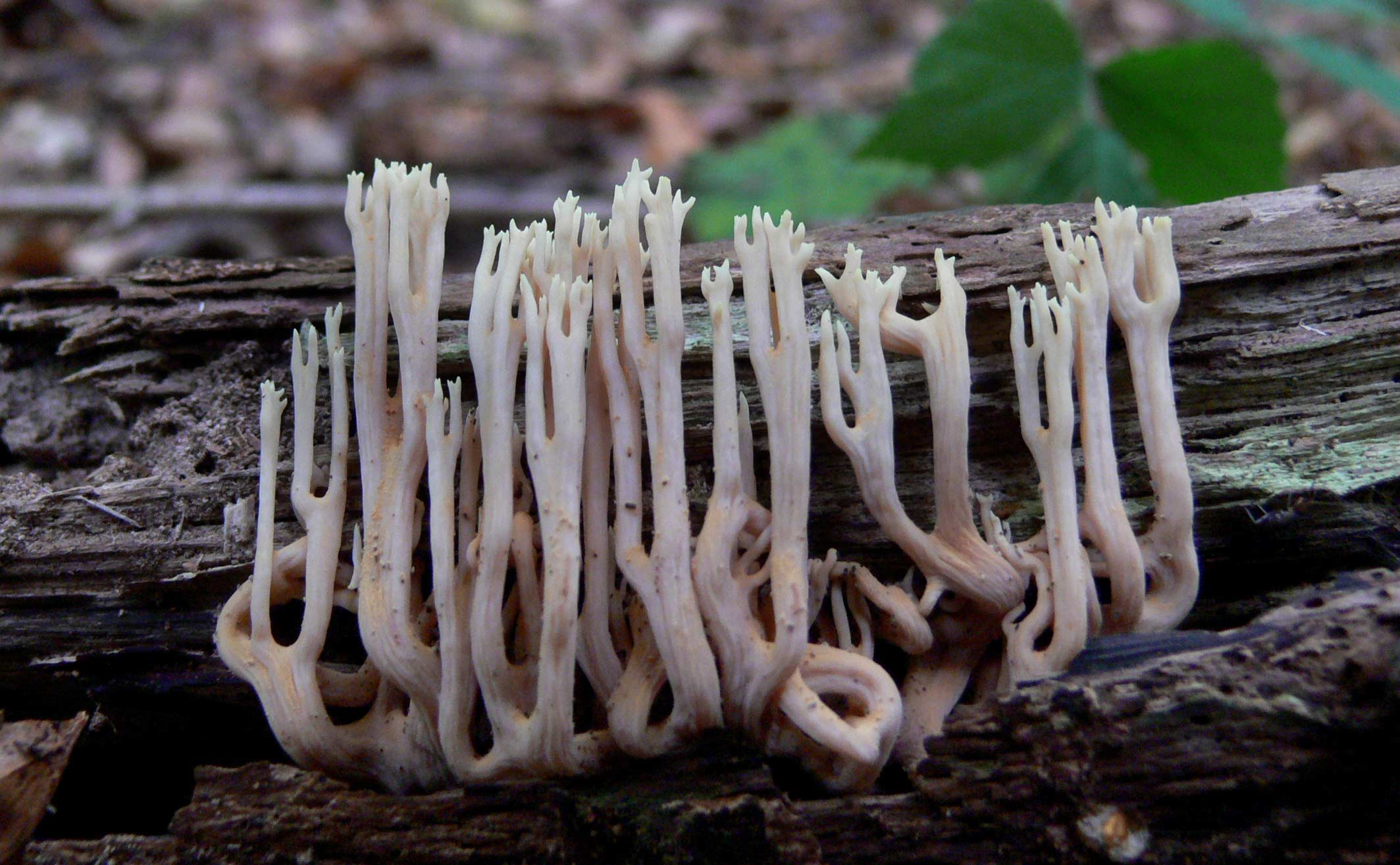
Exemplar del departament de Pas de Calais (França)
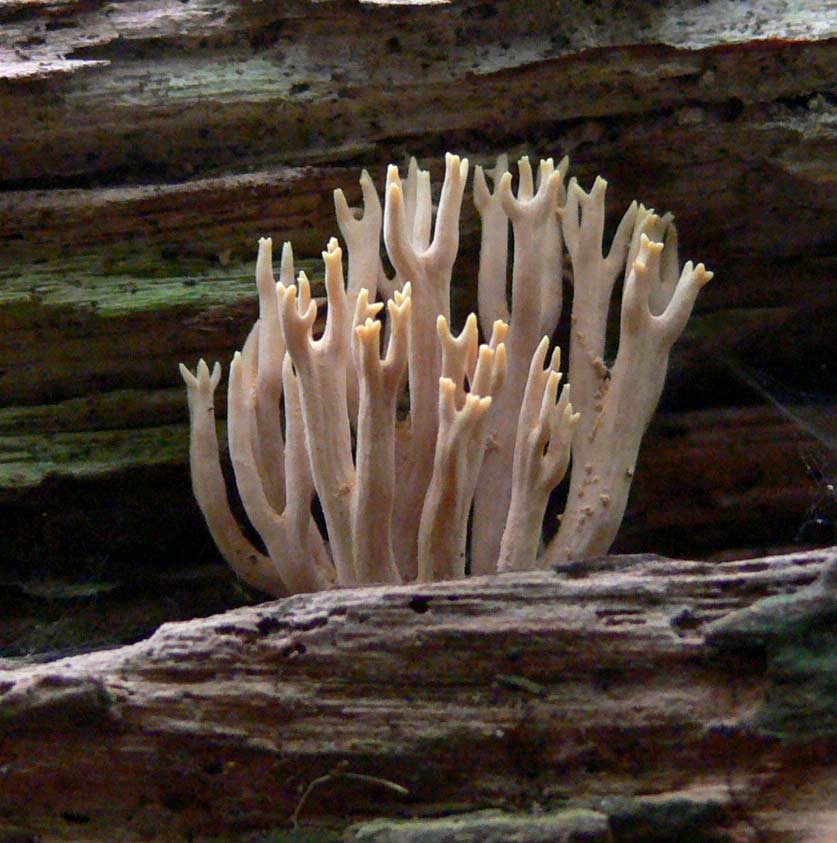
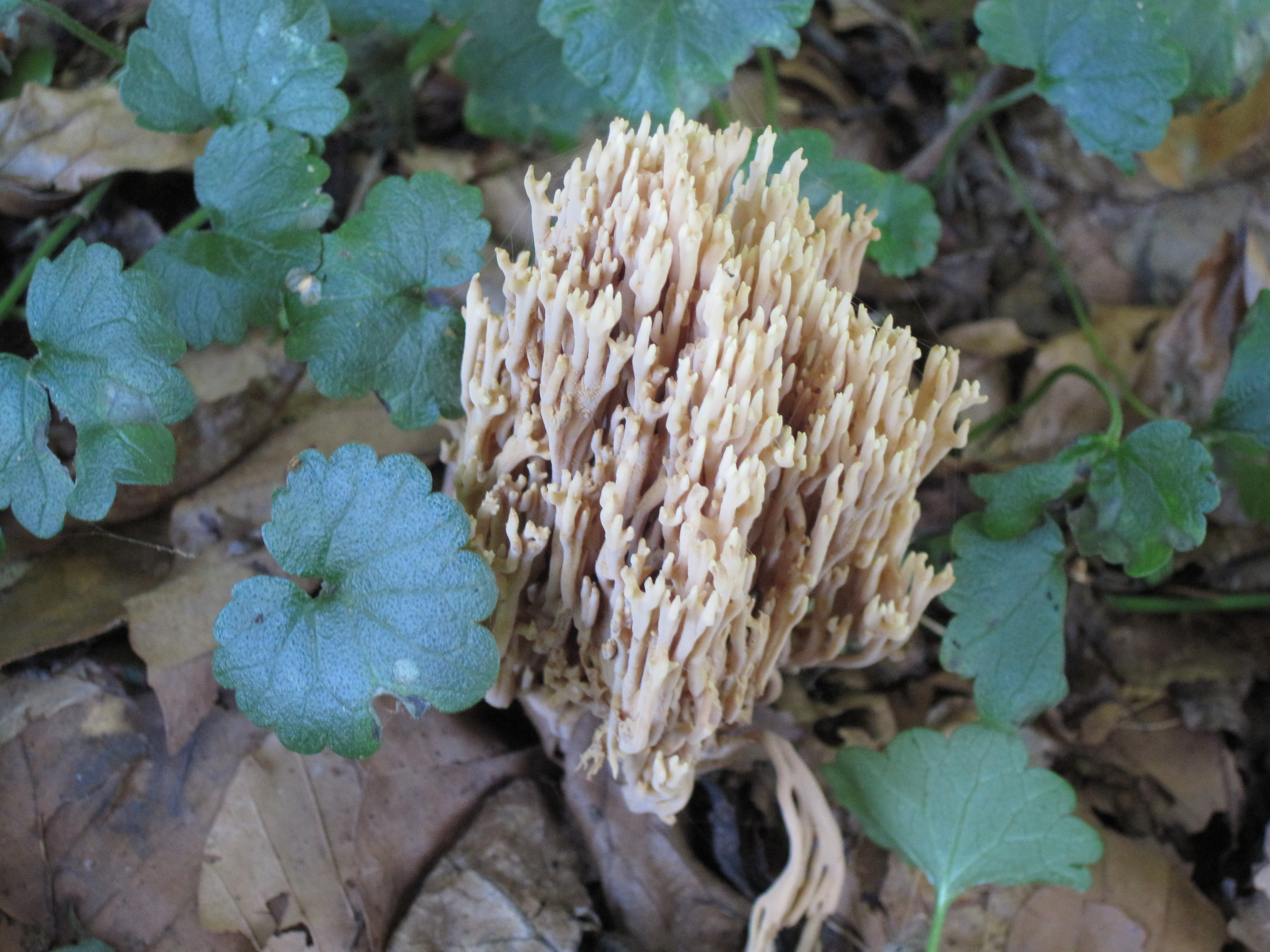
Exemplar trobat a Alemanya
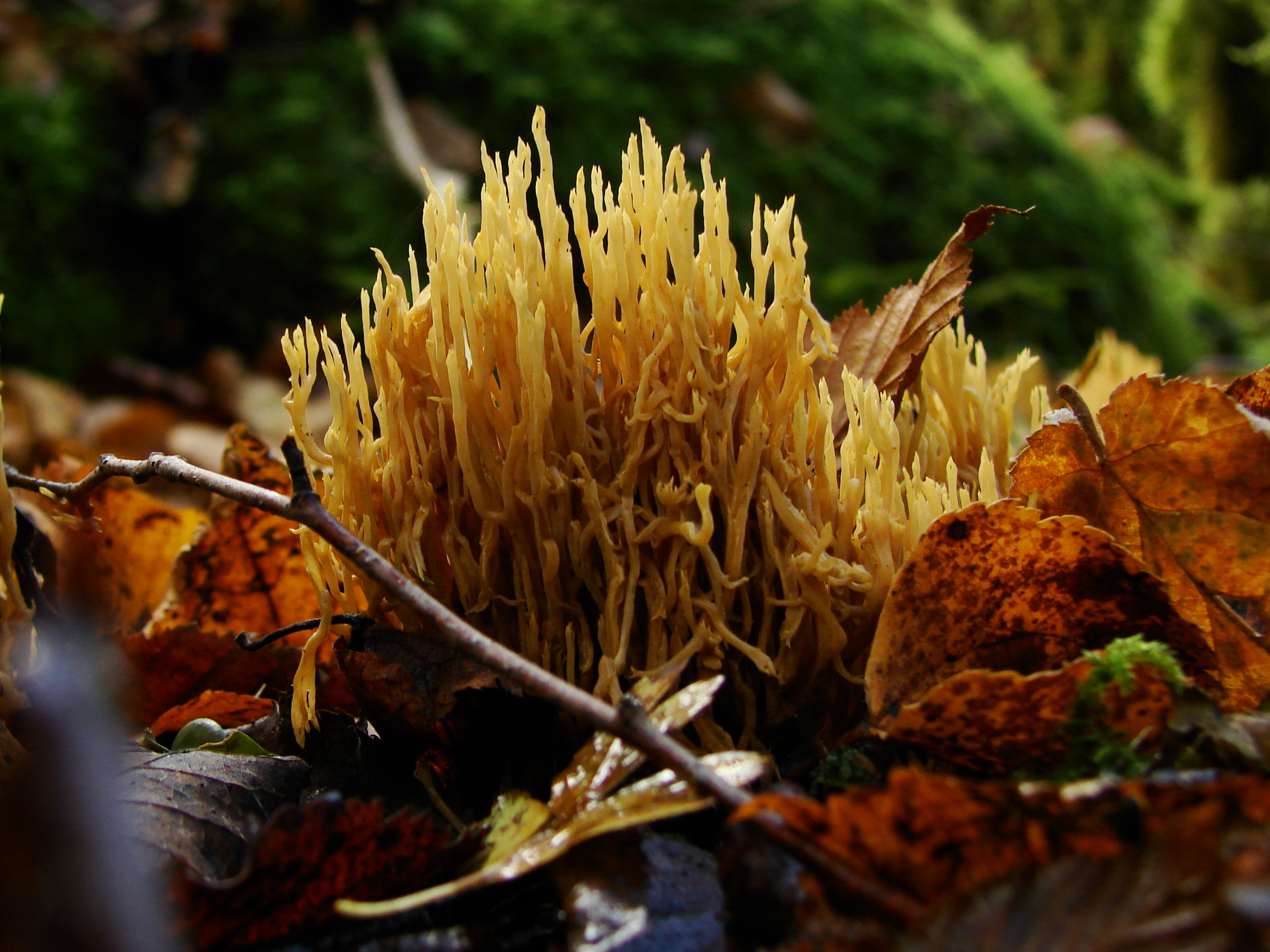
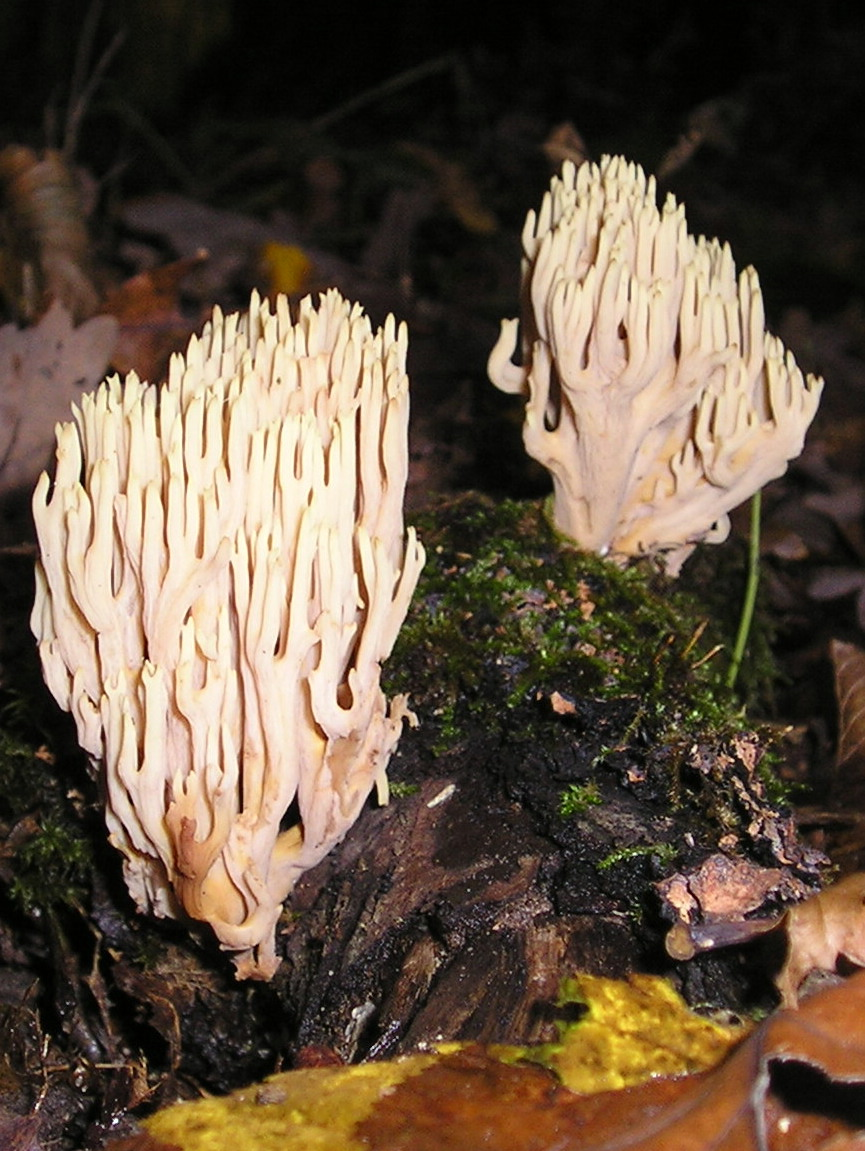
Exemplars de la Vall del Loira (França)
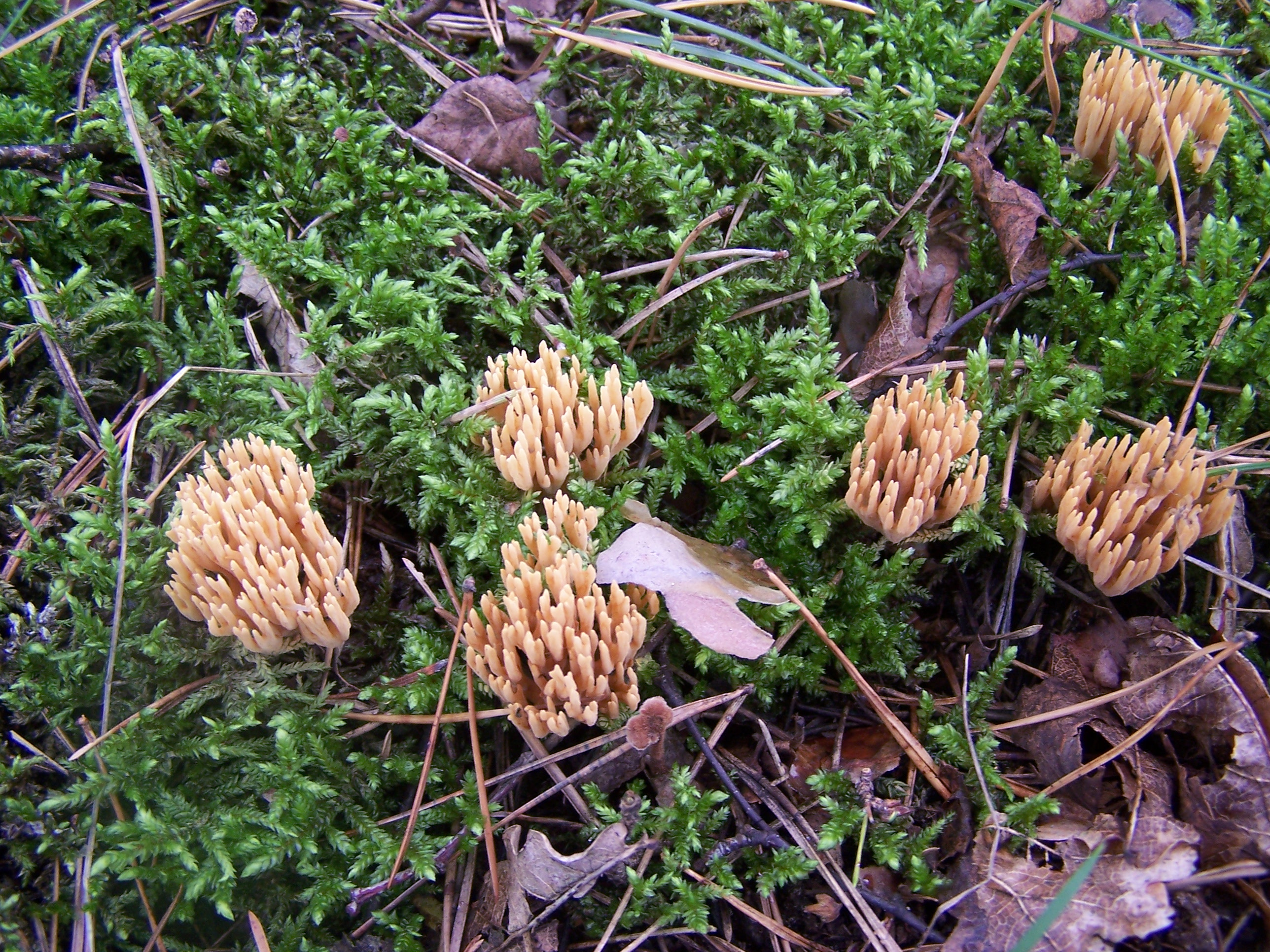
Exemplars polonesos